# Anton Brehme
Anton Brehme (* 10. August 1999 in Leipzig) ist ein deutscher Volleyballnationalspieler. Er wurde 2021 und 2023 mit den Berlin Recycling Volleys deutscher Meister.

## Karriere
Brehme und sein Zwillingsbruder Louis kamen durch ihren Vater Kay zum Volleyball. Sie begannen ihre Karriere beim SV Reudnitz, bei dem auch ihr Vater gespielt hatte. In der Saison 2016/17 spielte Anton mit der Nachwuchsmannschaft VC Olympia Berlin erstmals in der ersten Bundesliga. Bei der Volleyball-Weltliga 2017 gab der Mittelblocker sein Debüt in der deutschen Nationalmannschaft. In der Saison 2017/18 war er mit dem VCO-Team in der Zweiten Liga aktiv. Parallel dazu spielte Brehme für die L.E. Volleys, mit denen er 2018 deutscher U20-Vizemeister wurde. Im gleichen Jahr erreichte er mit der deutschen Junioren-Nationalmannschaft den fünften Platz bei der U20-Europameister in Belgien und den Niederlanden. In der Saison 2018/19 spielte er mit dem VC Olympia wieder in der ersten Liga. Außerdem hatte er ein Zweitspielrecht für die Berlin Recycling Volleys, kam hier allerdings nur einmal zum Einsatz.
2019 belegte er mit dem DVV-Team in der Nations League den 14. Platz. Bei der EM 2019 kam er mit Deutschland ins Viertelfinale. Danach wechselte er zum Bundesligisten SVG Lüneburg. Im DVV-Pokal 2019/20 schied die Mannschaft im Achtelfinale aus und in der Bundesliga stand sie beim Saisonabbruch kurz vor Ende der Hauptrunde auf dem achten Tabellenplatz. Dazwischen verpasste Brehme im Januar 2020 mit der deutschen Mannschaft in Berlin die Olympiaqualifikation. 2020 wurde Brehme von den Berlin Recycling Volleys verpflichtet. Mit den Berlinern schied er in der Saison 2020/21 im Viertelfinale des DVV-Pokals aus und kam in der Champions League ebenfalls ins Viertelfinale. Anschließend erreichten die Berliner als Tabellendritter der Bundesliga-Hauptrunde das Playoff-Finale gegen den VfB Friedrichshafen und wurden deutscher Meister. Auch in der Saison 2021/22 war der Mittelblocker bei Berlin unter Vertrag, aufgrund hartnäckiger Knieverletzungen konnte er jedoch die gesamte Saison kein Spiel bestreiten. In der Saison 2022/23 gewann er mit den BR Volleys den DVV-Pokal und die deutsche Meisterschaft.
Danach wechselte Brehme zum italienischen Erstligisten Valsa Group Modena. Im Herbst schaffte er mit der Nationalmannschaft die Qualifikation für die Olympischen Spiele 2024. Beim Turnier erreichte er mit dem deutschen Team das Viertelfinale gegen Frankreich, das im Tiebreak verloren ging. Zur Saison 2024/25 wechselte der Mittelblocker zum polnischen Verein Jastrzębski Węgiel.